# Арутюнян, Григор Арутюнович
Григо́р Арутю́нович Арутюня́н (арм. Գրիգոր Հարությոնյան, 9 июня 1954, село Шванидзор Мегрийский район) — бывший депутат парламента Армении.
- 1971—1976 — Ереванский зоотехническо-зооветеринарный институт. Инженер-зоотехник.
- 1976 — работал ветеринаром в колхозе с. Шванидзор Мегринского района.
- 1976—1977 — служил в советской армии.
- 1977—1982 — работал главным ветеринаром в Мегринском сельском управлении.
- 1982—1985 — заведующий отделом сельского хозяйства Мегринского райкома КП, а в 1985—1987 — инструктор в ЦК КПА.
- 1987—1990 — председатель Мегринского райисполкома.
- 1990—1991 — первый секретарь Мегринского райкома КПА.
- 1994—1999 — директор Мегринского сырзавода, затем председатель того же ОАО.
- 1990—1995 — депутат Верховного совета Армянской ССР. Член фракции «КПА».
- 1999—2003 — был депутатом парламента. Член постоянной комиссии по государственно-правовым вопросам. Член фракции «Единство», затем руководитель депутатской группы «Голос народа».
- 2003—2007 — был депутатом парламента. Член постоянной комиссии по социальным вопросам, по вопросам здравоохранения и охраны природы. Секретарь правления НПА.